# Control d'òptica sense fils
Un control d'òptica sense fils és un dispositiu que té l'objectiu principal de controlar remotament el zoom, focus i iris de l'òptica d'una càmera. Es tracta d'un equip ergonòmicament optimitzat, que facilita el treball del foquista.
Els sistemes de control de lents ofereixen una capacitat de resposta, precisió i es compon d'un controlador, d'un o més d'un motor i d'un receptor per a un control precís de l'iris d'enfocament i el zoom. Per a configuracions tradicionals, la majoria d'aquests controladors sense fils es comuniquen amb un receptor connectat a la seva cambra en un rang determinat.
L'empresa Teradek va treure al mercat alguns dels sistemes de control d'objectius més utilitzats. Aquesta empresa s'encarrega de dissenyar i fabricar solucions de vídeo d'alt rendiment per a aplicacions d'imatges en general, cinema i transmissió, des de monitoratge sense fil, correcció de color i control de lents fins a transmissió en viu, solucions SaaS i distribució de vídeo IP.